# Tourismus in Schottland
Schottland ist ein gut entwickeltes Reiseland. Der Tourismussektor unterhält etwa 200.000 Arbeitsplätze, hauptsächlich Dienstleistungen, mit durchschnittlichen Einnahmen von 4 Mrd. £ pro Jahr. Touristen aus Großbritannien bilden den größten Besucheranteil Schottlands. 2002 kamen 18,5 Mio. Touristen aus Großbritannien nach Schottland, blieben insgesamt 64,5 Mio. Nächte und gaben 3,7 Mrd. £ aus. Außerdem wurden 1,58 Mio. Besuche von außerhalb des Vereinigten Königreichs gezählt, mit 15 Mio. Übernachtungen und Ausgaben in Höhe von 806 Mio. £. In Bezug auf ausländische Touristen sind die Vereinigten Staaten in Schottland mit 24 Prozent am häufigsten vertreten, vor Deutschland (9 %), Frankreich (8 %), Kanada (7 %) und Australien (6 %).

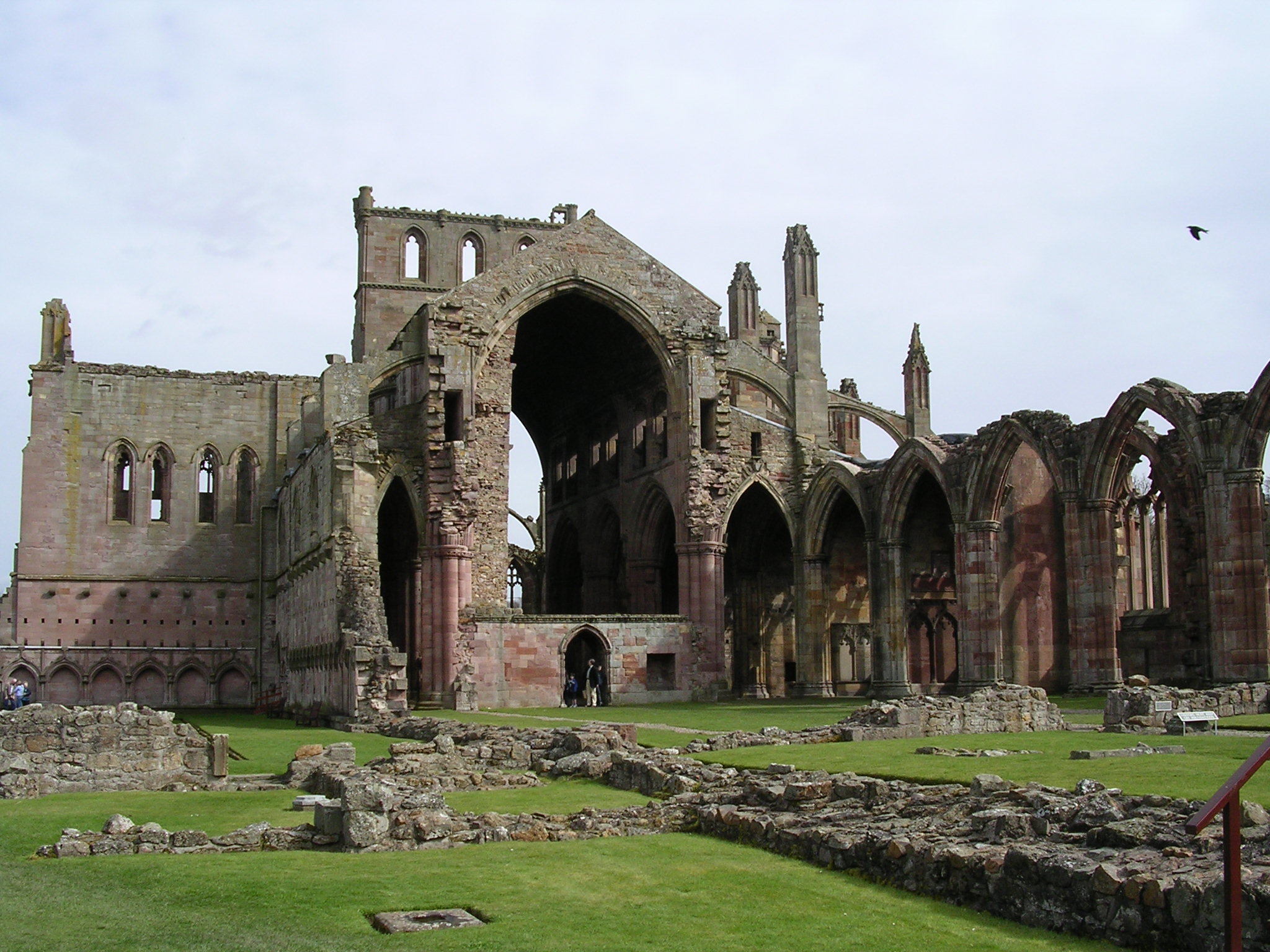
Melrose Abbey, Scottish Borders

Schottland wird allgemein als sauberes und relativ unberührtes Reiseland angesehen, mit bildschönen Landschaften, einer langen und komplexen Geschichte, verbunden mit tausenden historischen Stätten und Sehenswürdigkeiten, darunter prähistorische Steinkreise, Megalithen und Grabkammern sowie verschiedene Relikte aus der Bronze-, Eisen- und Steinzeit. Ferner gibt es viele historische Schlösser, Gebäude, Schlachtfelder, Ruinen und Museen. Viele Menschen fühlen sich von der schottischen Kultur angezogen. 
Obwohl die Hauptsaison der Städte Edinburgh und Glasgow zwischen April bis Oktober liegt, werden sie das ganze Jahr über besucht und entwickeln sich mehr und mehr zu kosmopolitischen Zentren, die zunehmend als touristische Alternativen zur schottischen Landschaft angesehen werden. Zusätzlich hat das nationale Reisebüro VisitScotland eine Nischenstrategie eingesetzt, die unter anderem darauf abzielt, Schottlands touristische Stärken im Golf- und Angelsport sowie in der schottischen Küche auszubauen. Ein anderer bedeutender und an Popularität gewinnender Anlass für einen Besuch in Schottland ist – besonders für Touristen aus Nordamerika – die Genealogie, um familiäre Wurzeln bzw. Vorfahren zu erforschen.

## Infrastruktur
Schottland ist mit dem übrigen Königreich durch den Straßen-, Eisenbahn- und Luftverkehr verbunden. Die Flughäfen in Edinburgh, Glasgow, Prestwick und Aberdeen decken den überwiegenden Teil des zunehmenden Luftverkehrs mit dem Ausland nach Schottland ab. Bezogen auf Europa verfügt das Land generell über gute internationale Luftverbindungen, mit täglichen Flügen aus zahlreichen europäischen Städten, wie Paris, Berlin, Rom, Barcelona, Dublin und Stockholm. Darüber hinaus gibt es Direktflüge, die von den wichtigsten schottischen Flughäfen zu verschiedenen Orten, wie zum Beispiel in Nordamerika nach New York, Boston, Philadelphia, Toronto, Vancouver und Calgary delegiert werden. Die wachsende Anzahl von Billigfluggesellschaften an schottischen Flughäfen trägt wesentlich zur Steigerung der Besucherzahlen bei. 
Schottland war durch eine Autofähre mit dem europäischen Festland verbunden, die täglich von Rosyth aus in den belgischen Hafen von Zeebrugge einfuhr. Die Linie wurde 2011 eingestellt. Ein Fährbetrieb findet aber weiterhin zwischen Amsterdam und Newcastle in Nordengland statt. Ein weiterer Fährbetrieb verbindet Schottland und Nordirland und operiert zwischen den Orten Stranraer und Belfast sowie zwischen Cairnryan und Larne.
Der Fährbetrieb zwischen Göteborg, Schweden und Newcastle (eigentlich North Shields) in Nordengland wurde Ende Oktober 2006 eingestellt. Diese Verbindung war die Schlüsselroute für Touristen aus Schweden und Norwegen. Als Gründe führt das betreffende Unternehmen hohe Ölpreise und den progressiven Wettbewerb mit den Billigfluggesellschaften an, insbesondere mit Ryanair (die den Flughafen Göteborg/Säve mit dem Flughafen Glasgow-Prestwick und dem Flughafen London-Stansted verbindet). Die aktuelle Route Newcastle/Norwegen verläuft über die norwegische Stadt Stavanger.

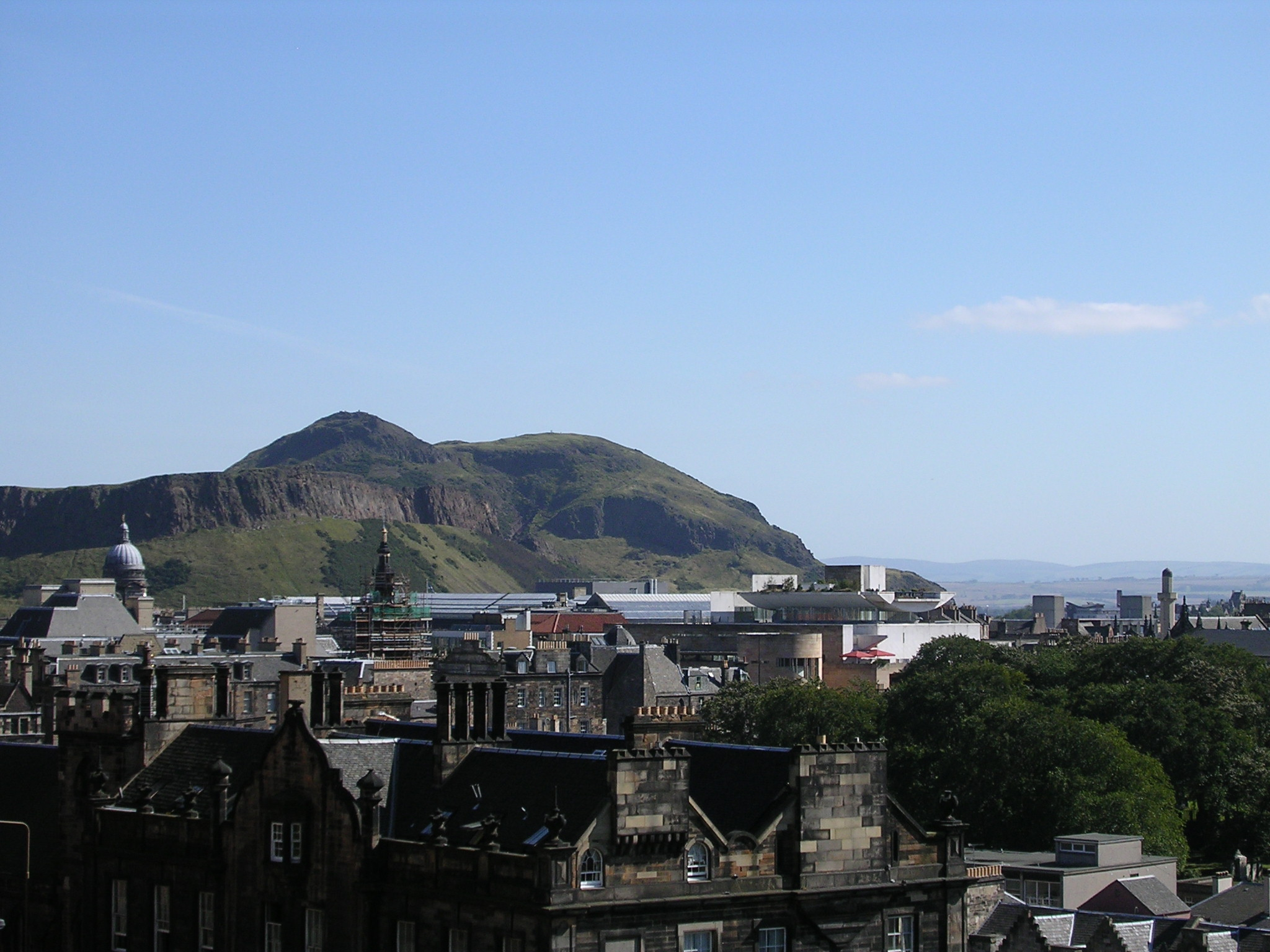
Aussicht vom Edinburgh Castle auf den vulkanischen Hausberg Arthur’s Seat und die Edinburgher Altstadt

## Sehenswürdigkeiten
- Edinburgh ist die Hauptstadt Schottlands und wird als eine der schönstgelegenen Städte Europas angesehen. Die Altstadt und Neustadt Edinburghs wurden von der UNESCO zum Weltkulturerbe erklärt. Edinburgh ist das größte Touristenziel in Schottland und nach London das zweitgrößte im Vereinigten Königreich. Die wichtigsten Touristenmagneten sind das Edinburgh Castle, der Holyrood Palace, das Our Dynamic Earth und die Royal Mile. Edinburgh verfügt über drei Universitäten, einschließlich der 1583 gegründeten Universität Edinburgh.
- Glasgow ist die größte Stadt des Landes und nach Edinburgh das zweitgrößte Touristenziel. Sehenswürdigkeiten sind unter anderem die Burrell Collection, Glasgow Cathedral, das Glasgow Science Centre und das Kelvingrove Museum. Viele Touristen reisen auch nach Glasgow, um die berühmte viktorianische und gotische Architektur zu besichtigen oder um einzukaufen. Die Stadt besitzt drei Universitäten, z. B. die University of Glasgow.
- Stirling ist eine historische Stadt im Zentrum von Schottland, etwa 30 Meilen nordwestlich von Edinburgh. Aufgrund seiner geographischen Lage zwischen dem schottischen Hochland und dem schottischen Tiefland wird Stirling auch als das Tor zu den Highlands („Gateway to the Highlands“) bezeichnet. Sehenswürdigkeiten sind unter anderem Stirling Castle und das Wallace Monument.
- Aberdeen, die Granit-Stadt („Granite City“) ist vor allem für seine gotische Architektur berühmt. Die Stadt hat circa 210.000 Einwohner und ist Council Area im nordöstlichen Schottland. Mit seinem großen Seehafen ist Aberdeen eine wichtige Anlaufstelle für viele Fähren, da er das schottische Festland mit den nördlichen Inseln von Orkney und den Shetlandinseln verbindet. Die Granit-Stadt hat zwei Universitäten und eine große Studentenbevölkerung.
- St Andrews ist eine geschäftige, kleine Stadt nordöstlich von Fife. Die Wirtschaft der Stadt mit dem Royal Burgh-Status konzentriert sich auf den Golfsport, dessen moderne Form gewissermaßen in St Andrews beheimatet ist. Die University of St Andrews (die Älteste in Schottland) verfügt in der ganzen Stadt über Lehreinrichtungen.
- Dundee, auch als Stadt der Entdeckungen („City of Discovery“) bekannt, ist die Heimat von Scotts antarktischem Schiff RRS Discovery. Dundee besitzt zwei Universitäten. Weiterhin kann ein Jutemuseum namens Verdant Works besucht werden, welches eine Station der Europäischen Route der Industriekultur (ERIH) ist.
- Perth ist eine historische Kleinstadt am Fluss Tay an der Ostküste und bekannt für seine weitläufigen Grünparks. Nahe Perth befindet sich das Dorf Scone, ehemalige Hauptstadt Schottlands und früherer Krönungsort schottischer Könige.
- Inverness ist die Hauptstadt des Verwaltungsbezirks Highland, nahe Loch Ness gelegen und dient mit seinem Bahn- und Bustransport unter anderem größtenteils in die nördlichen und westlichen Highlands in den schottischen Highlands als Verkehrsknotenpunkt. Von hier aus brechen viele Touristen auf, um Nordschottland zu erkunden.

Weitere populäre Touristengebiete sind die schottischen Highlands und die Hebriden, zum Beispiel die Insel Skye. Perthshire, der Verwaltungsbezirk Scottish Borders, Orkney und die Shetlandinseln sind ebenfalls bekannte Touristenziele. 
Der Ben Nevis ist der höchste Berg Schottlands und des Vereinigten Königreichs. Die schottischen Berge sind im internationalen Vergleich alle relativ niedrig, weisen aber durch die nördlichen Breiten vielfach ein subarktisches bzw. alpines Klima auf. Bergtouren in Schottland erfordern daher trotz der relativ geringen Gipfelhöhen eine angemessene Ausrüstung und Tourenplanung. Es kommt fast jedes Jahr zu tödlichen Unglücken. Das Cuillingebirge auf der Insel Skye bietet einige hervorragende Klettermöglichkeiten, wie den Sgurr Alasdair. Viele Bergwanderer gehen zudem dem Munro-Bagging nach.
Schottland verfügt über viele Seen, zum Beispiel Loch Lomond und Loch Ness, von dem einige sagen, dass dort das Ungeheuer von Loch Ness lebt. Ferner gibt es viele Flüsse, die für das Lachs- bzw. Fliegenfischen geeignet sind, beispielsweise den Fluss Tay, Tweed, Don oder Dee. 
In Schottland kann gut auf Pirsch- oder Treibjagd gegangen werden. Besonders populär ist die jedes Jahr am Glorious Twelfth (12. August) beginnende Jagd auf das Schottische Moorschneehuhn.
Schottland ist die Heimat des Golfsports, und unter hunderten von Anlagen gibt es viele historische und berühmte Golfplätze, zum Beispiel St Andrews, Gleneagles, Royal Troon, Carnoustie und Muirfield.
Viele historische Sehenswürdigkeiten werden von der staatlichen Organisation Historic Scotland und der privaten gemeinnützigen Organisation National Trust for Scotland betreut. Beide Organisationen bieten freien Eintritt zu ihren Sehenswürdigkeiten im Rahmen einer sich nicht automatisch verlängernden Jahresmitgliedschaft.